# Camil·la Lloret Altafulla
Camil·la Lloret Altafulla   (Figueres, 22 de novembre de 1903 - Figueres, 15 de maig de 1998) va ser una pionera en la professionalització musical a Catalunya. Pianista, directora, pedagoga i emprenedora en el camp de l'ensenyament musical, va ser una persona rellevant a la ciutat de Figueres, que li ha dedicat una plaça, així com la distinció Fulla de Figuera de Plata (1981) per la seva trajectòria professional.

## Biografia
Fou filla d'Agustí Lloret Marquès i d'Aurora Altafulla Gelats. El 1930 es va casar amb Pere (Pièrre) Gironell i Piernau, perruquer i pintor amb formació a París. El matrimoni no va tenir fills.
Al contrari d'altres figures artístiques coetànies de renom com el gironí Xavier Cugat, o els empordanesos Salvador Dalí o Josep Pla, Camil·la Lloret i Altafulla va haver d'adaptar la seva trajectòria artística professional durant el franquisme per la seva condició de dona, i per tenir un paper opositor a la dictadura.
Durant la guerra va pertànyer al Sindicat de Músics, vinculat a la CNT, va formar part de la Junta de Defensa Passiva (1938) i va treballar a l’hospital al final de la Guerra Civil Espanyola. Les seves manifestacions públiques eren de caràcter antifeixista. El 1939 va afrontar un consell de guerra. Malgrat ser absolta, ja havia complert un mes de presó i va haver de complir una condemna d'un mes addicional de privació de llibertat.

## Formació
El seu pare, Agustí Lloret, era flautista i director de diversos conjunts corals, i li va transmetre des de petita una educació musical. Junts seguien el programa de l'Escola Municipal de Música de Barcelona. Altres professors de Camil·la Lloret van ser Àngela Corominas Oliveras, Montserrat Sempere i Lluís Bonaterra, conegut de la família.

## Trajectòria artística
A l'edat de set anys va debutar a la Jonquera, com a acompanyant i solista. Al llarg de la seva infància i adolescència, interpretaria per diferents municipis de l'Empordà obres del repertori pianístic català.
Va ser membre fundadora de la Societat de Concerts, el 21 d’abril de 1917, juntament amb altres “amics de la bona música”. El 1918 va començar una carrera com a pianista per les projeccions de cinema mut al teatre El Mundial, així com posteriorment al Cinema Olimpia (ambdós a La Bisbal d'Empordà).
L’any 1922 va oferir diversos recitals conjuntament amb Xavier Cugat, que en aquell moment exercia de violinista clàssic. El duet va gravar 5 peces a la Casa Odeon. Quan a ambdós els van proposar d'anar a Alemanya a fer una gira, Lloret va haver de renunciar a la col·laboració artística amb Cugat a causa dels clixés de gènere de l'època, en ser una dona menor d’edat. Al cap del temps, el 1962, en un programa de TVE anomenat Esta es su vida, Lloret va acompanyar Cugat al piano.
Entre el 1924 i 25 va formar part de l'orquestra de la família Tortra, que va anar de gira per Espanya i França.
El 1926 va ser intèrpret de piano als entreactes de les pel·lícules que es projectaven a la Sala Edison de Figueres fet que es va perllongar al llarg de la guerra civil. També dirigia l'orquestrina de músics de la sala, la Coral Erato. El 1927 va suposar l'inici de la seva participació a l'orquestrina de Jazz The King Jazz, que tocava a la sala dels miralls del cinema Edison, amb Ramon Bassagañas i Basil i d'altres músics.
El 1933 es va convertir en directora del sextet instrumental del Teatre Municipal de Figueres.
Entre el 1946 al 1968 va tocar el piano en orquestres de ball, fet excepcional durant el franquisme en tractar-se d'un entorn laboral masculinitzat. Són les següents:
- Orquestra Mendoza (temporada 1946-47).
- Orquestra Panamá (dècada del 1950).
- Orquestra Río (1957-1968).

### Altres recitals i actuacions destacades
- Desembre de 1938: va actuar al Teatre Jardí en l’acte «Pro campanya d’Hivern», molt probablement per acompanyar al piano el conegut cantant Marcos Redondo.[8]
- 14 de desembre de 1949: va actuar al Cercle Artístic de Girona conjuntament amb la soprano Maria Rosa Vehils.[8]
- 22 d’abril de 1953, va acompanyar el contrabaixista Josep Cervera i Bret en un recital de música clàssica a la Biblioteca Pública de Girona.[8]

## Pedagogia
Camil·la Lloret va dedicar gairebé tota la seva trajectòria laboral a la docència del piano, però també va impulsar projectes culturals transversals: un orfeó i un esbart infantils; una orquestra amb els millors estudiants; un grup de majorets i una cobla.
Va ser directora de l'Escola de Música de la Cambra Agrària el 1950. El curs 1956-57 va aconseguir, a títol personal que l'escola, vinculada al Sindicat Vertical, fos reconeguda com a filial del Conservatori del Liceu. L'èxit va fer que traslladés la seva activitat al Casino Menestral de Figueres. L’objectiu, segons Lloret, era ”donar vida musical a Figueres, a la vegada que facilitar l’accés dels alumnes als exàmens oficials". L'any 1976, la seva escola passa a ser l’Escola Municipal de Figueres i es trasllada a una nova seu: l'Escola d’Arts i Oficis ubicada al carrer Nou, 53.
Les seves classes van ser un planter de músics que formaren cobles i orquestres, com és el cas de Josep Maria Surrell, director de la Principal de la Bisbal els anys 1990-1992. Altres formacions amb integrants de l’escola de Camil·la Lloret foren: Caravana, Costa Brava, i Maravella. En total van assistir a les seves classes entre 2.500 i 3.000 alumnes, entre els quals Pere Cortada i Carbonell, Joan Escapa i Serra o Lídia Blánquez Vallmajó.